# Новое Ракомо

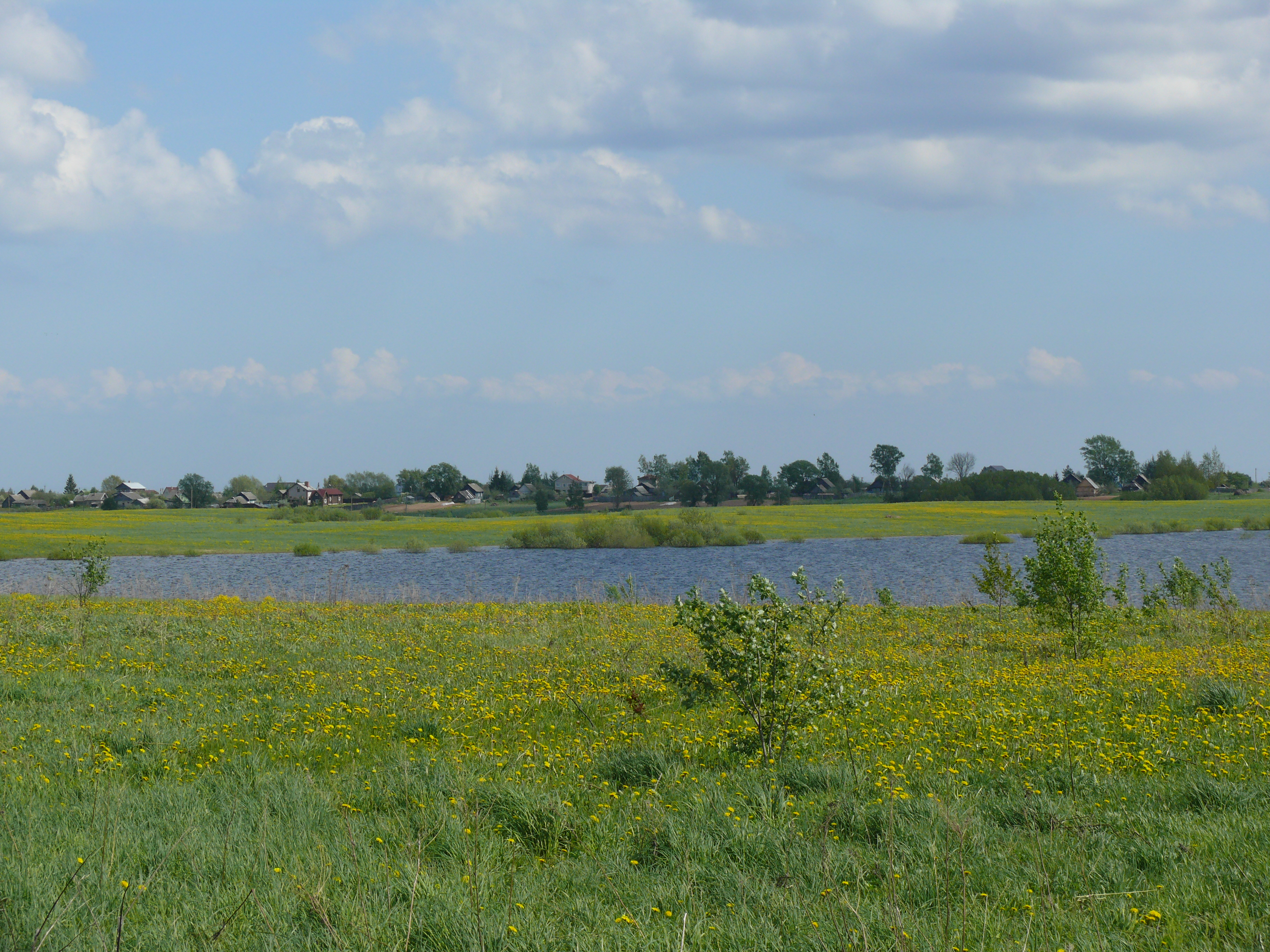
Вид на деревню из Старого Ракома

Но́вое Ра́комо — деревня в Новгородском районе Новгородской области, входит в состав Ракомского сельского поселения.
Расположена в новгородском Поозерье в 1 км от северо-западного берега озера Ильмень. Ближайшие населённые пункты — деревни Нехотилово, Старое Ракомо, Троица.